# Generalhufenschoß
Generalhufenschoß war eine durch  Karl Heinrich Graf Truchsess zu Waldburg und Peter von Blanckensee unter König Friedrich Wilhelm I. in Ostpreußen eingeführte Steuer.
Die Abgabe wurde anstelle der vielen ständischen Steuern eingeführt, wobei diese zu einer einzigen Grundsteuer zusammengefasst wurden. Dabei wurde der adlige Grundbesitz wesentlich stärker belastet, der mittlere und kleinere aber entlastet.
Durch Friedrich den Großen wurde der Generalhufenschoß auch in Westpreußen eingeführt.